# 新西宮ヨットハーバー

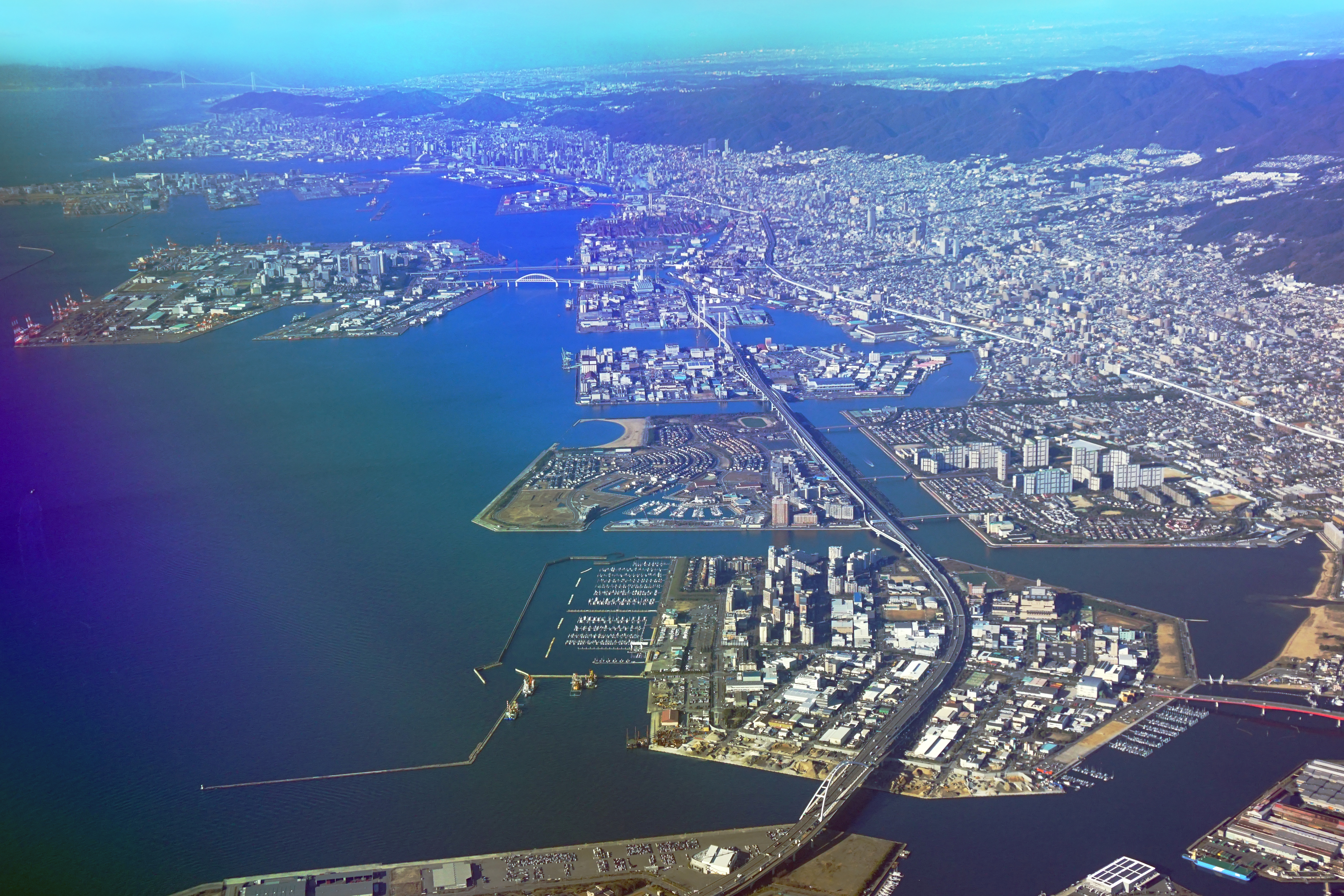
手前から新西宮ヨットハーバー、ベルポート芦屋、六甲アイランド

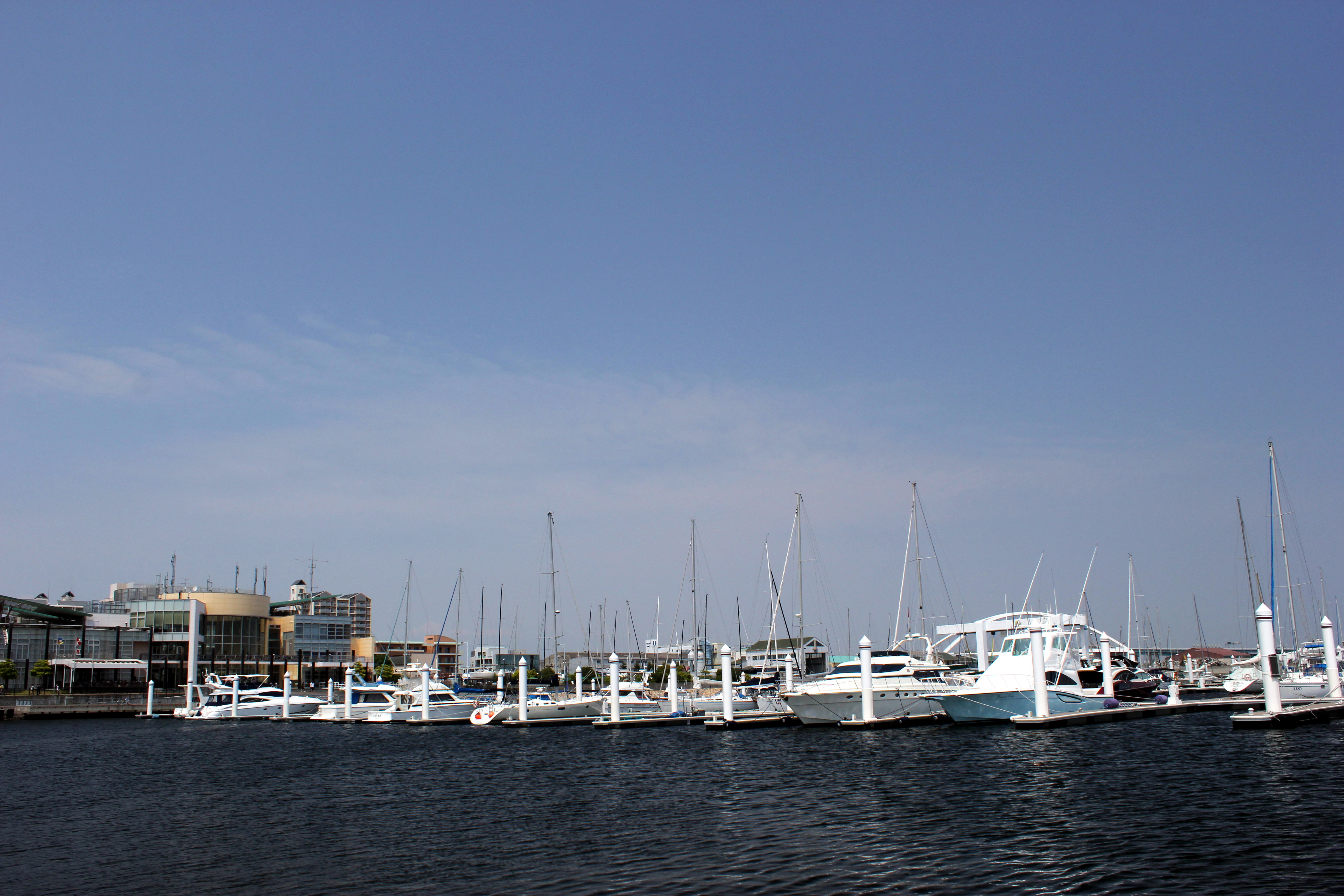
新西宮ヨットハーバー

新西宮ヨットハーバー（しんにしのみやヨットハーバー） は、兵庫県西宮市西宮浜にあるヨットハーバーである。西日本最大級のヨットハーバーとされる。行政上は尼崎西宮芦屋港の一部である。海の駅としての登録名はしんにしのみや海の駅である。

## 特徴
センターハウス内の西側には関西小型船安全協会事務局が、東側には老舗名門ヨットクラブである関西ヨットクラブがある。芦屋市在住の海洋冒険家･堀江謙一は、関西ヨットクラブの名誉会員であり、海洋冒険に使用した2艇が展示されている。

## 施設概要
- 水域面積 - 約27ha
- 陸域面積 - 約8ha
- 主要施設 - センターハウス、ビジターバース、係留桟橋、サービス工場、上下架設備、給水・給油設備、駐車場、
- 収容隻数 - 約700隻
- 貸会議室 - 定員54名1室、定員12名1室、定員81名1室、定員20名1室、
- その他 - バーベキュースペース1カ所、レストラン2店(東側2階、西側1階)、喫茶1店(西側3階)、マリンショップ4店

## 沿革
1967年、兵庫県は、芦屋沖に新ヨットハーバーを確保する西宮港港湾整備計画を決定した。
1971年、西宮港港湾整備工事が着工され、桁下16mの西宮大橋が架けられる見通しとなった。
しかし、当時、西宮マリーナ(西宮市西波止町1-2)を母港とする関西ヨットクラブ会員の大型ヨットが西宮大橋をくぐれなくなるため、兵庫県と西宮市に対し、西宮の埋立地(現在の西宮浜)の沖に新ヨットハーバーを確保するよう誓願した。
兵庫県のヨットハーバーの計画予定地は、依然として芦屋沖のままとされ、西宮大橋が竣工した。
この頃、ようやく兵庫県は、誓願を受け入れ、西宮の埋立地の沖に新ヨットハーバーを確保する計画に変更した。
新ヨットハーバーの計画は、リゾートホテル、テニスコート、人工海水浴場、コンドミニアム、野外音楽堂、オペラハウス、アスレチッククラブなどを併設した一大リゾートシティ構想へと発展した。
しかし、バブル景気崩壊のうえ、阪神・淡路大震災被災者向けの住宅確保が急務となり、一大リゾートシティ構想は無くなり、新ヨットハーバーを西宮の埋立地の沖でなく、西宮の埋立地内の南西部(現在地)に確保することになった。
新ヨットハーバーのセンターハウス建設に際し、関西ヨットクラブのクラブハウスも併せて建設した。
1996年、新ヨットハーバー開港に合わせ、関西ヨットクラブ会員艇が一斉に新ヨットハーバーへ引っ越し、しばらくの間、新ヨットハーバーには関西ヨットクラブ会員艇しか係留されていなかった。

## 台風被害
1993年平成5年台風第13号
広島県に上陸し、西宮を直撃しておらず、しかも勢力が弱かったにもかかわらず、沈没2隻、半沈没2隻、損傷83隻、合計87隻もの被害を及ぼした。
関西ヨットクラブ会員艇が一斉に新ヨットハーバーへ引っ越した際、新ヨットハーバーに対して、台風に脆弱な設計のため改善要求を続けていた。
しかし、新西宮ヨットハーバーはこれに応じないまま、台風が来襲したため、被害拡大したものと解される。
その後、改善が図られた。

## 所在地
兵庫県西宮市西宮浜4丁目16番1号センターハウス内

## 交通アクセス
西宮駅 (JR西日本)または、西宮駅 (阪神)より、阪神バスマリナパーク行に乗車し、ヨットハーバー前バス停を降車。

## 周辺情報
- 兵庫県立海洋体育館（芦屋マリンセンター）
- ベルポート芦屋